# Euprosopia celsa
Euprosopia celsa är en tvåvingeart som beskrevs av Mcalpine 1973. Euprosopia celsa ingår i släktet Euprosopia och familjen bredmunsflugor. Inga underarter finns listade i Catalogue of Life.